# Canton (Dakota do Sul)
Canton é uma cidade localizada no estado norte-americano de Dakota do Sul, no Condado de Lincoln.

## Demografia
Segundo o censo norte-americano de 2000, a sua população era de 3110 habitantes.
Em 2006, foi estimada uma população de 3221, um aumento de 111 (3.6%).

## Geografia
De acordo com o United States Census Bureau tem uma área de
7,7 km², dos quais 7,6 km² cobertos por terra e 0,1 km² cobertos por água. Canton localiza-se a aproximadamente 387 m acima do nível do mar.

## Localidades na vizinhança
O diagrama seguinte representa as localidades num raio de 24 km ao redor de Canton.

## Personalidades
- Ernest Lawrence (1901-1958), Prémio Nobel de Física de 1939